# Médiathèque Edmond-Rostand

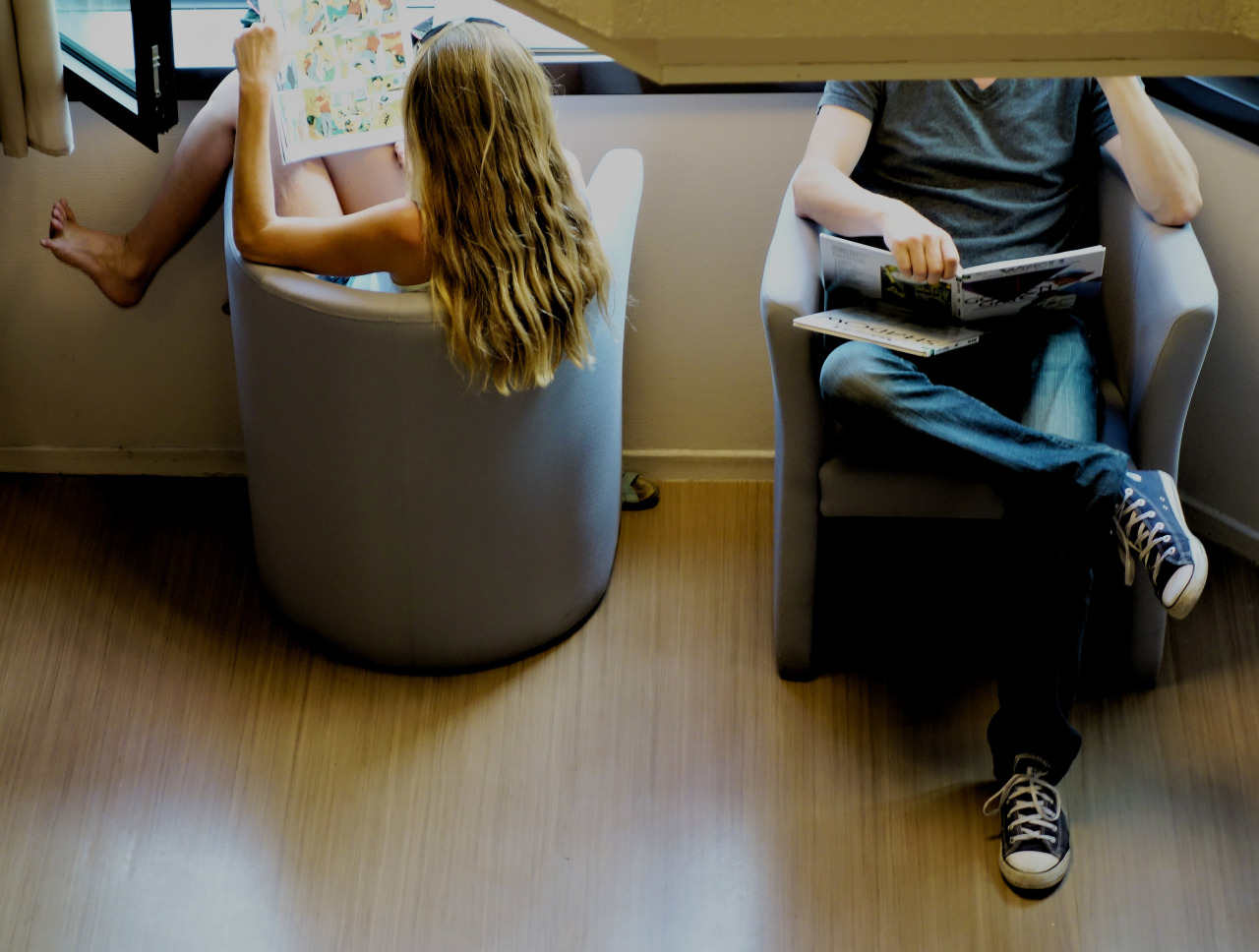

La médiathèque Edmond-Rostand est une médiathèque située 11 rue Nicolas-Chuquet, dans le 17e arrondissement de Paris.
Elle gère 95 000 ouvrages, dont 2 000 pour la jeunesse.
Elle abrite notamment un fonds de 3 500 ouvrages consacrés à la photographie, son histoire et ses techniques.

## Histoire
Elle a été inaugurée en 1992.
En 2017, pour l'ouverture de son fonds Photo, elle propose une exposition de tirages modernes issus des collections de la cinémathèque Robert-Lynen, autre institution culturelle du 17e arrondissement. Trois thèmes sont abordés : l'histoire de la cinémathèque, les écoles professionnelles parisiennes et la construction des HBM dans les années 1930.
Elle accueille régulièrement les Cafés de l'Association des Gens d'images.

## Le fonds Photo
Il s'agit de 3 500 livres librement empruntables sur tous les thèmes de la photographie.

## Exposition
- « Architecture du geste », mars-avril 2017.